# Der verlorene Engel
Der verlorene Engel mit dem Untertitel Ein Tag im Leben Ernst Barlachs ist ein deutscher Spielfilm der DEFA von Ralf Kirsten aus dem Jahr 1966 nach der Novelle Das schlimme Jahr von Franz Fühmann.

## Handlung
Der Film beginnt mit Schrift- und Bildeinblendungen der Gedenk-Skulpturen Ernst Barlachs für die Opfer des Ersten Weltkriegs in Magdeburg, Kiel und Hamburg, die von den Nationalsozialisten beseitigt wurden. Im Hintergrund sieht man eine Luftaufnahme der Stadt Güstrow. Die Kamera umfliegt den Dom von Güstrow, in dem ebenfalls eine Skulptur Barlachs hing, die aber in der Nacht vom 24. August 1937 auch gestohlen wurde. Hier beginnt die Geschichte eines Tages im Leben dieses Künstlers.
Ernst Barlach hat in dieser Nacht einen unruhigen Schlaf und wird durch das Klingeln des Telefons endgültig geweckt. Als er die Treppe herabsteigt, hatte seine Lebensgefährtin Marga Böhmer schon den Hörer abgenommen und bekommt die Nachricht, dass Der Schwebende, wie der Engel richtig heißt, aus dem Dom abtransportiert wurde. Schon seit längerer Zeit haben sich Barlach und seine Partnerin von der Außenwelt abgeschottet, weil er Übergriffe der Nazis befürchtet. Er könnte noch Deutschland verlassen, doch wovon sollten sie beide leben? Er ist kein Kommunist und will auch keiner werden. Trotzdem gewährte er von den Nazis zusammengeschlagenen Genossen, wie einem Kutscher, Obdach in seinem Atelier und verewigte sie in seiner Kunst. Auch die linken politischen Standpunkte seiner Künstlerkollegen Käthe Kollwitz und Otto Nagel bewundert er, ohne selbst den Mut dazu aufzubringen, diese zu vertreten. Von den nationalsozialistischen Machthabern wird Ernst Barlach als undeutscher, bolschewistischer und entarteter Künstler eingestuft. Seine Werke wurden zum Teil beschlagnahmt und man forderte von ihm den „freiwilligen“ Austritt aus der Akademie der Künste. Er, der 1914 sich noch für den Krieg begeisterte und sich mit Deutschland einig sah, hat inzwischen seine Meinung geändert, was auch an seinen Arbeiten abzulesen war. Nun fühlt er sich als Fremder im eigenen Land, ist gebrochen und hat aufgegeben. Ich werde nicht mehr gebraucht, mit diesem Blick schaut er durch sein Atelier. Er stellt sich die Frage: „Wissen meine Figuren mehr als ich?“
Dieser Film beschäftigt sich immer wieder mit Barlachs Gedanken. Er stellt fest, dass er immer gern allein war und doch nicht einsam. Während eines Spazierganges trifft er eine Holzsammlerin, der er einst mit einer Skulptur ein Denkmal gesetzt hat. Doch auch mit ihr entwickelt sich kein entspannter Dialog. Sein Drang nach Ruhe wird immer stärker und er kommt immer mehr zu dem Schluss, dass nur der Tod die wahre Ruhe bringt. Sein Drang, sich das Leben zu nehmen, wird immer größer.
Als sich Barlach mit einer Taxe zum Dom fahren lassen will, um sich diesen ohne seinen Engel anzusehen, sieht der Fahrer einige Volksgenossen, die dort scheinbar nur auf den Künstler gewartet hatten und hält ihn vom Aussteigen ab. Er fährt zu einem Nebeneingang und hier kann Barlach das Gebäude betreten. In der Kirche findet gerade eine Hochzeit statt, keiner der Beteiligten beachtet die leeren Haken, an denen am Tag zuvor noch der Engel hing. Auch der offenbar der neuen christlichen Kirche angehörende Pfarrer nimmt vom Kunstraub keine Kenntnis und sieht Barlach wie einen Fremdkörper an. Symbolisch geht die Hochzeitsgesellschaft nahtlos in eine Trauergesellschaft über.
Im Abspann ist zu lesen, dass der Engel nicht wieder aufgetaucht ist, dass aber eine Kopie wieder im Dom von Güstrow schwebt.

## Produktion
Der Film war 1966 dem 11. Plenum des ZK der SED zum Opfer gefallen und kam erst 1971 in einer verstümmelten Fassung in die Kinos der DDR. Gründe für den Produktionsabbruch waren die „verwaschene philosophische Konzeption“, die „indifferente humanistische Aussage“ und die fehlende „Rücksicht auf Publikumswirksamkeit“. Implizit wurde dem Film bzw. dessen Machern unterstellt, am Beispiel der faschistischen Diktatur das Verhältnis des Künstlers zur gegenwärtigen Gesellschaft zu reflektieren. Anlässlich einer Barlach-Ausstellung in Moskau und auf Vermittlung von Konrad Wolf wurde Kirsten erlaubt, den Film zu bearbeiten. Dabei gingen rund 400 Meter des ursprünglichen Films verloren.
Am 18. Dezember 1970 erfolgte die Uraufführung von Der verlorene Engel in der Moskauer Botschaft der DDR in der Sowjetunion.
Die Premiere in der DDR fand am 22. April 1971 mit einer festlichen Aufführung im Berliner Kino Colosseum statt, anlässlich der Wiedereröffnung des Filmtheaters nach umfangreichen Renovierungsarbeiten. Die Erstausstrahlung im 2. Programm des Fernsehens der DDR erfolgte am 27. April 1975.

## Kritik
„Hier liegt eine filmkünstlerisch sehr interessante Arbeit vor. Dabei befasst sich der Film nicht mit umfänglichen biografischen Rekonstruktionen, auch liefert er nicht postum die (oft genug fragwürdigen. aber filmüblichen) psychologischen Entstehungsbeweise für des Meisters Schöpfungen. Vorgelegt wird eine Studie zur Biografie. die die Persönlichkeit Ernst Barlachs über einen im Wesentlichen authentisch belegbaren Monolog in Wechselwirkung zu seiner Kunst und zu seiner Umwelt erschließen will. Der Film bietet sich in beeindruckender Harmonie, betont stark das Emotionale, hat kaum Überflüssiges, ist am ehesten als straff gefasste Novelle charakterisiert.“

Helmut Ulrich schrieb in der Neuen Zeit, dass Ralf Kirsten und sein Kameramann zu einer stilisierten, symbolhaltigen Bildsprache gefunden hätten. Die herbe, schöne norddeutsche Landschaft treffe sich mit der herben, schönen Kunst Barlachs und der Film habe Tiefe.
Das Lexikon des internationalen Films nannte den Film eine in Spiel, expressiver Kamera und Regie bemerkenswerte Momentaufnahme einer Künstlerbiografie, verdichtet zur gleichnishaften Reflexion über das Verhältnis von Kunst und Macht.